# Wei Ning
Wei Ning (chinesisch 魏 宁, Pinyin Wèi Nìng; * 5. August 1982 in Shandong) ist eine chinesische Sportschützin in der Disziplin Skeetschießen.
Wei Ning lebt in Jinan. 2003 gewann sie bei den Weltmeisterschaften in Nikosia die Goldmedaille. Ein Jahr später stand Wei im Finale des Skeet-Wettbewerbs der Olympischen Spiele von Athen und gewann dort hinter der Ungarin Diána Igaly die Silbermedaille. Zudem gewann sie das Weltcup-Finale in Maribor. Bei der WM 2005 in Lonato erreichte sie erneut das Finale, verpasste als Vierte jedoch knapp eine Medaille. In Changwon gewann die Chinesin auch erstmals einen ISSF Weltcup, zwei weitere Siege folgten bis 2008. Die Weltmeisterschaft 2007 fand wieder in Nikosia statt. Wei gewann hier die Silbermedaille. Die Asienmeisterschaft des Jahres in Kuwait beendete sie als Fünfte. Bei den Olympischen Spielen 2008 in Peking erreichte die Chinesin als Fünftplatzierte der Qualifikation das Finale der besten Sechs und wurde am Ende Sechste. Bei den Weltmeisterschaften 2010 in München gewann sie die Silbermedaille. Im Jahr zuvor errang sie ebenfalls in München ihren sechsten Sieg bei einem ISSF-Weltcup-Turnier und egalisierte dabei den Weltrekord von 74 Treffern in der Qualifikation.
Erfolgreich war Wei Ning auch mehrfach im Rahmen von Militärweltmeisterschaften. 2002 in Lahti und 2007 in Nikosia gewann sie die Titel, 2001 in Kairo die Silbermedaille.